# Helsingin Sanomat
Helsingin Sanomat – dziennik w języku fińskim wydawany w Helsinkach, założony przez Eero Erkko. W roku 2004 jego nakład wynosił 410 tys. egzemplarzy i był największy w Finlandii. Ma zasięg ogólnofiński.

## Nazwa
Nazwa dziennika oznacza dosłownie Wiadomości Helsińskie i nawiązuje do miejsca wydania pisma, choć ma ono zasięg ogólnokrajowy. Potocznie nazywany jest Hesari.

## Historia
Po raz pierwszy ukazał się 16 listopada 1889 roku pod tytułem Päivälehti (pol. Gazeta Codzienna) w czasach, gdy Finlandia była Wielkim Księstwem pod politycznym wpływem Rosji. Pismo było proniepodległościowe, toteż władze rosyjskie zmusiły Finów w 1904 r. do zamknięcia gazety. Pretekstem był zamach na rosyjskiego gubernatora Bobrikowa z 16 czerwca 1904 roku. Ostatni numer Päivälehti ukazał się 3 lipca 1904 roku. Już cztery dni później, 7 lipca 1904 roku, mieszkańcy Helsinek otrzymali do Helsingin Sanomat, gazetę wyglądającą dokładnie tak samo jak zamknięta przez Rosjan poprzedniczka, jednak pod zmieniona nazwą i z nowym redaktorem naczelnym. Został nim Paavo Waren.
Z początku wychodziła jako organ Partii Młodofińskiej, od lat 30. niezależna. W latach Wojny zimowej pismo było blisko związane z rządem, a wydawca Eljas Erkko był zarazem ministrem spraw zagranicznych Finlandii.

## Zasięg
Szacuje się, że Helsingin Sanomat docierają do 75 proc. gospodarstw domowych w rejonie aglomeracji helsińskiej. Przeciętny nakład wynosi 400.000 egz., co daje jej miejsce w czołówce prasy krajów skandynawskich.